# Granulační tkáň

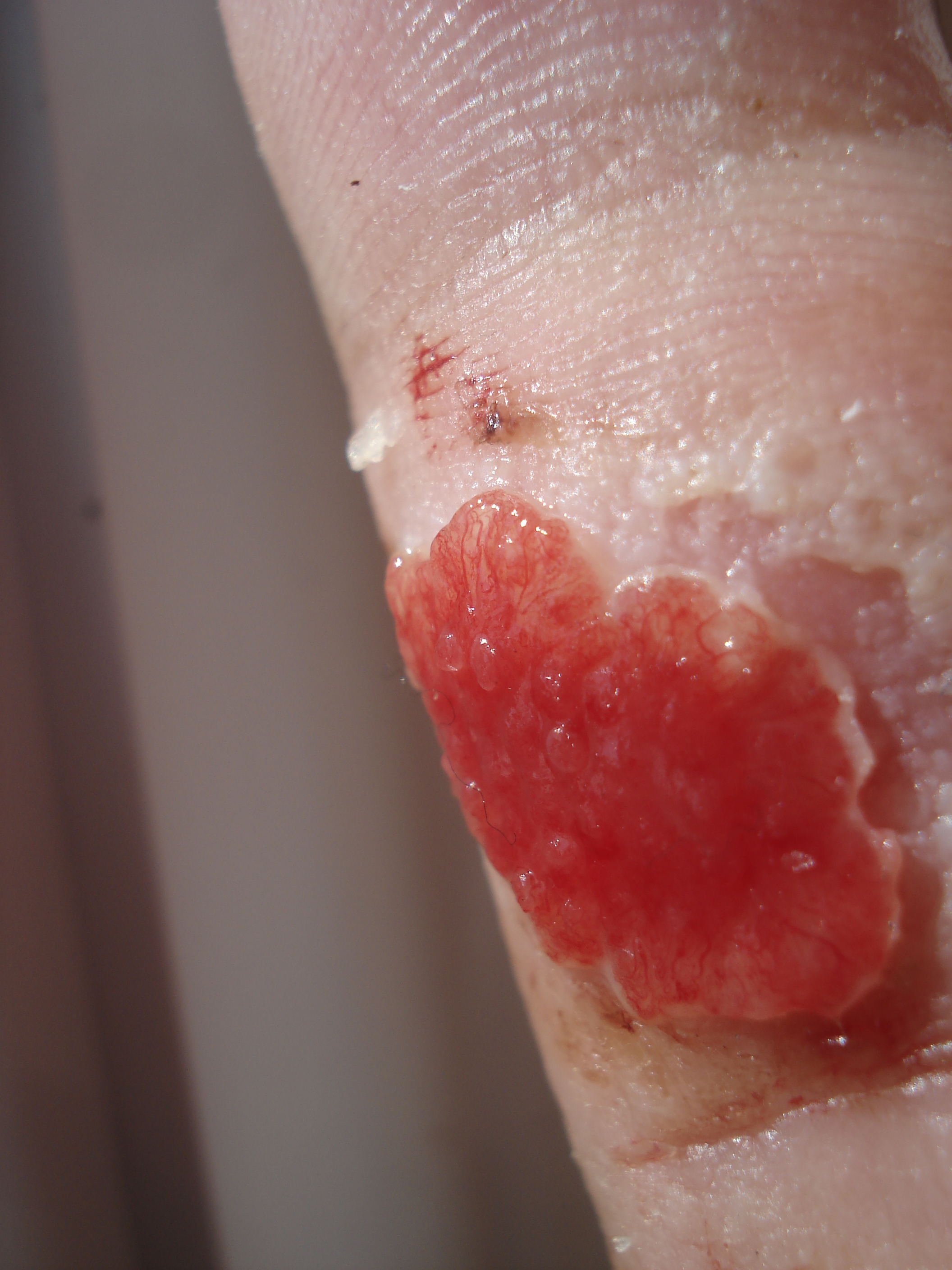
Granulační tkáň na poraněném prstu

Granulační tkáň je tkáň vytvářející se při hojení ran při procesu nazývaném granulace. Granulační tkáň je složena zejména z vaziva a nově utvořených cév. Tato tkáň přerůstá přes poškozená místa v ráně a vede k jejímu zahojení. Granulace je průvodní projev zdravého hojení.Někdy mohou nastat jevy při kterých se granulační tkáně vytvoří málo = hypogranulace, což způsobí delší a horší hojení se rány, při kterém se epitelové buňky nemohou zatáhnout. Hypergranulace je naopak stav kdy je granulační tkáně vytvořeno moc a ta pak vyčnívá ven z rány. Většinou se řeší chirurgický zákrokem.

## Vzhled a vlastnosti granulační tkáně
Zdravá granulační tkáň je růžová až červená, lesklá, se zrnitou strukturou. Je bohatě prokrvená, při poranění snadno krvácející. Tmavé zabarvení svědčí o špatném krevním zásobení nebo infekci.

## Průběh hojení rány
Ke granulaci dochází při proliferaci ve druhé fázi hojení rány, následující po období čisticí zánětlivé fáze. Granulace se začíná za normálních okolností projevovat nejdříve po 3 dnech od poranění, vrcholu dosahuje kolem 10. dne a do 30 dnů od poranění se rána zacelí. Ránu při hojení postupně od okrajů vyplňuje granulační tkáň, tvoří se v ní nové krevní cévy a vzniká síť vláken kolagenu. Tato tkáň slouží následně jako podklad pro epitelizaci, tedy vznik nové krycí tkáně.